# تينا ثيون
كريستينا "تينا" ثيون ( 4 نوفمبر 1953 في كليف ) لاعبة كرة قدم ومدربة كرة قدم ألمانية سابقة. من عام 1996 إلى 2005 كانت المدربة الوطنية للمنتخب الألماني للسيدات ، والتي قادة الفريق الوطني النسائي الالماني للفوز بثلاث بطولات أوروبية على التوالي (1997 ، 2001 ، 2005) وفي عام 2003 للفوز بكأس العالم للسيدات لأول مرة. بعد زواجها من أول مدربها الأول ، توماس ماير ، حملت اسم "ثيون ماير" حتى طلاقها من توماس ماير في عام 2008.

## الحياة ، المدرسة والتعليم
تنحدر تينا ثيون من عائلة قسية (مسيحية متدينة) في مقاطعة نهر الراين السفلى ونشأت في بيت القسيس السابق في شنيكنشانس. عندما تم تعيين والدها راعيًا لمجتمع اللاجئين البروتستانت في عام 1955 ، انتقلت إلى كيفيلاير للعيش مع والديها. هناك أمضت أيام دراستها مع أربع من شقيقاتها حتى تخرجت من المدرسة الثانوية.
1. ↑  مذكور في: Soccerdonna. مُعرِّف لاعب في موقع "سوكرودنا" (Soccerdonna): 1933. باسم: Tina Theune. الوصول: 9 أكتوبر 2017. لغة العمل أو لغة الاسم: الألمانية.
2. ↑  مذكور في: FemBio database. معرف فيمبيو: 30301. باسم: Tina Theune. الوصول: 9 أكتوبر 2017. لغة العمل أو لغة الاسم: الألمانية.
3. ↑  مذكور في: موسوعة بروكهوس. مُعرِّف موسوعة بروكهوس على الإنترنت: theune-christina-tina. باسم: Christina (»Tina«) Theune. الوصول: 9 أكتوبر 2017. لغة العمل أو لغة الاسم: الألمانية.
4. ↑  مذكور في: Soccerdonna. مُعرِّف لاعب في موقع "سوكرودنا" (Soccerdonna): 1933. الوصول: 27 مايو 2022. لغة العمل أو لغة الاسم: الألمانية.